# Formiga-ceifeira-vermelha

A formiga-ceifeira-vermelha (Pogonomyrmex barbatus) é uma espécie de formiga que teve seu sequenciamento genético publicado na revista científica americana "PNAS". pode ser encontrada nos Estados Unidos, Canadá, México e Costa Rica.